# Abû Yahyâ Zakariyâ'
Abu Yahya Zakariya (arabe : أبو يحيى زكرياء) était le calife hafside d'Ifriqiya entre 1490 et 1494.

## Sources
- Muzaffar Husain Syed; Syed Saud Akhtar; B D Usmani (2011). Concise History of Islam. New Delhi: VIJ Books (India). p. 149.  (ISBN 9789381411094).

- (en) Cet article est partiellement ou en totalité issu de l’article de Wikipédia en anglais intitulé « Abu Yahya Zakariya » (voir la liste des auteurs).